# Zbroch
Zbroch (Zbroth) – nazwisko szlacheckie. Gniazdo ich pierwotnie zwało się Zbrochy, potem Ostrowe-Zbrochy.
Ponoć są herbu Jasieńczyk (w polu błękitnym klucz złoty w słup, zębem do góry). Zbrochowie podpisali z ziemią ciechanowską elekcje królewskie w latach 1632 i 1697. Norbert Zbroch występuje w 1769 r. w grodzie ciechanowskim jako plenipotent Franciszka Alexandra Podoskiego, starosty bobrownickiego. Potem o nich głucho. Obecnie nikt o tym nazwisku nie mieszka na Północnym Mazowszu.